# Jake Abel
Jake Abel, all'anagrafe Jacob Allen Abel (Canton, 18 novembre 1987), è un attore statunitense, noto soprattutto per la partecipazione ai primi due film della saga di Percy Jackson e gli dei dell'Olimpo, Il ladro di fulmini e Il mare dei mostri, e in The Host, tratto dall'omonimo romanzo di Stephenie Meyer.

## Biografia
Abel è nato a Canton, nell'Ohio, figlio di Kim e Mike Abel; ha un fratello, Scott. Il suo primo ruolo è stato nel film Disney Original Movie Go Figure, nel quale ha interpretato Spencer. In seguito ha avuto un ruolo ricorrente nella serie di fantascienza della CBS, Threshold. È apparso come guest star in numerose serie, tra cui Cold Case ed E.R. - Medici in prima linea. Nel 2008 è stato insignito del premio Stella Nascente al 16° Hamptons International Film Festival per il suo lavoro nel film Flash of Genius. Nel 2009 Abel ha avuto un breve ruolo nel film di Peter Jackson Amabili resti tratto dal romanzo di Alice Sebold. Ha anche avuto un ruolo fisso nella serie web Angel of Death che è stata pubblicata per 10 episodi. Sempre nel 2009 è stato scelto per la serie di successo The CW Supernatural come Adam Milligan, fratellastro dei protagonisti della serie Dean e Sam Winchester; appare in cinque episodi sia come Adam che come l'Arcangelo Michele, dal quale Adam è posseduto.
Nel 2010 ha avuto un ruolo nell'adattamento cinematografico di Percy Jackson e gli dei dell'Olimpo - Il ladro di fulmini pubblicato il 12 febbraio 2010, nel quale interpreta Luke Castellan; in seguito ritornerà nel sequel, Percy Jackson e gli dei dell'Olimpo - Il mare dei mostri, distribuito il 7 agosto 2013. Nel 2011 Abel ha recitato nel film live action Sono il Numero Quattro, in cui interpreta Mark James. Ha inoltre recitato nel thriller sociale Inside co-interpretato da Emmy Rossum messo sul mercato il 25 luglio 2011. Nel 2011 è apparso nel medical drama dell'emittente ABC Grey's Anatomy, nell'episodio 8x06 "La forza del silenzio", nel quale ha interpretato Tyler Moser. Nel 2012 è stato scelto per interpretare Ian O'Shea nell'adattamento cinematografico di The Host (2013), sulla base del romanzo di Stephenie Meyer.

## Vita privata
Abel ha sposato Allie Wood, una scrittrice, il 9 novembre 2013. Il 29 marzo 2013 Abel e Wood hanno pubblicato il loro primo CD, Black Magic. A novembre 2019 la coppia ha annunciato di aver perso il loro primo figlio, all'ottavo mese di gravidanza. A marzo 2021 la coppia ha annunciato la nascita del loro figlio Henry Alvin Abel all'inizio di febbraio.

## Filmografia

### Cinema
- Strange Wilderness, regia di Fred Wolf (2008)
- True Loved, regia di Stewart Wade (2008)
- Flash of Genius, regia di Marc Abraham (2008)
- Angel of Death, regia di Paul Etheredge (2009)
- Amabili resti (The Lovely Bones), regia di Peter Jackson (2009)
- Percy Jackson e gli dei dell'Olimpo - Il ladro di fulmini (Percy Jackson & the Olympians: The Lightning Thief), regia di Chris Columbus (2010)
- Sono il Numero Quattro (I Am Number Four), regia di D. J. Caruso (2011)
- The Host, regia di Andrew Niccol (2013)
- Percy Jackson e gli dei dell'Olimpo - Il mare dei mostri (Percy Jackson: Sea of Monsters), regia di Thor Freudenthal (2013)
- Good Kill, regia di Andrew Niccol (2014)
- Love & Mercy, regia di Bill Pohlad (2014)
- Against the Sun, regia di Brian Falk (2014)
- La rivoluzione di Charlie (Almost Friends), regia di Jake Goldberger (2016)
- Relazione omicida (An Affair to Die For), regia di Víctor García (2019)
- Malignant, regia di James Wan (2021)
- Il colore della libertà (Son of the South), regia di Barry Alexander Brown (2021)

### Televisione
- Go Figure - Grinta sui pattini (Go Figure), regia di Francine McDougall – film TV (2005)
- Threshold – serie TV, episodi 1x03-1x07-1x10 (2005-2006)
- Zack e Cody al Grand Hotel (Twins at the Tipton) – serie TV, episodio 2x11 (2006)
- Cold Case - Delitti irrisolti (Cold Case) - serie TV, episodio 4x05 (2006)
- CSI: Miami – serie TV, episodio 6x09 (2007)
- Life – serie TV, episodio 2x04 (2008)
- CSI: NY – serie TV, episodio 5x13 (2009)
- E.R. - Medici in prima linea (ER) – serie TV, episodio 15x14 (2009)
- Supernatural – serie TV, 5 episodi (2009-2020)
- Grey's Anatomy – serie TV, episodio 8x06 (2011)
- Medal of Honor – serie TV (2018)
- Another Life – serie TV (2019-2021)
- Walker – serie TV, 8 episodi (2022-2023)

## Doppiatori italiani
Nelle versioni in italiano delle opere in cui ha recitato, Jake Abel è stato doppiato da:
- Fabrizio De Flaviis in Cold Case - Delitti irrisolti, Supernatural, Percy Jackson e gli dei dell'Olimpo - Il ladro di fulmini
- Stefano Crescentini in CSI: Miami, Grey's Anatomy
- Gabriele Sabatini in Sono il numero Quattro, Percy Jackson e gli dei dell'Olimpo - Il mare dei mostri
- Gabriele Patriarca in CSI: NY
- Flavio Aquilone in Flash of Genius
- Alessandro Budroni in Amabili resti
- Daniele Raffaeli in The Host
- Edoardo Stoppacciaro in Love & Mercy
- Marco Vivio in Good Kill
- Francesco Sechi in Malignant
- Jacopo Venturiero in Il colore della libertà
- Gabriele Vender in Another Life